# Кондауров, Василий Михайлович
Василий Михайлович Кондауров (3 октября 1924, село Сластёнка, Воронежская губерния — 14 апреля 1996) — советский военнослужащий, участник Великой Отечественной войны, полный кавалер ордена Славы, стрелок 1319-го стрелкового полка, красноармеец — на момент представления к награждению орденом Славы 1-й степени.

## Биография
Родился 3 октября 1924 года в селе Сластёнка (ныне — Эртильского района Воронежской области). С 1937 года жил на хуторе Зелёная Роща Кущёвского района Краснодарского края. Окончил среднюю школу. Работал в колхозе.
В Красной Армии и на фронте в Великую Отечественную войну с февраля 1943 года. Боевой путь начал в составе 476-го стрелкового полка 320-й стрелковой дивизии. В боях на реке Миус летом того же года был контужен, осенью на реке Молочной ранен. После выздоровления в декабре 1943 года прибыл в 96-ю гвардейскую Иловайскую стрелковую дивизию. Она находилась на левом берегу Днепра, где немцы удерживали плацдарм, планируя прорваться к своим войскам в Крыму. В этой дивизии был трижды ранен и трижды награждён: медалью «За отвагу» и двумя орденами Славы.
Красноармеец Кондауров был зачислен в роту автоматчиков 293-го гвардейского стрелкового полка, за счет которой часто пополнялся взвод разведчиков. Трижды приходилось ходить в разведку за «языком».
7 февраля 1944 года под покровом ночи на двух резиновых и двух деревянных лодках рота, в составе которой был Кондауров, форсировала речку Конку, затем основное русло Днепра и ворвалась в село Михайловку. В числе первых был и Кондауров. Трое суток наши солдаты удерживали захваченный плацдарм. В этом бою Кондауров вновь был ранен, но не ушел с поля боя. Только на четвёртые сутки сумели переправиться полк, полковая артиллерия, и пошли вперед.
Весной 1944 года наши войска продолжали наступление. Впереди был город Николаев. Здесь оборона немцев состояла из опорных пунктов.
24 марта 1944 года на подступах к городу Николаеву красноармеец Кондауров в составе группы разведчиков из 30 человек скрытно проник в расположение противника в районе населенного пункта Детская Коммуна. Разведчики засели в пустом коровнике, почти в центре села. Заняв круговую оборону, вели многочасовой ожесточенный бой. Когда вечером подошли основные силы полка, из всей группы осталось семь человек, в том числе трое тяжелораненых. В этом бою Кондауров огнём из автомата и гранатами лично уничтожил около 10 вражеских солдат. Был ранен, но остался в строю. Приказом от 6 апреля 1944 года красноармеец Кондауров Василий Михайлович награждён орденом Славы 3-й степени.
28 марта 1944 года Николаев был освобождён. После этого дивизию перебросили на 1-й Белорусский фронт. Поступило пополнение. Два месяца учились вести бои в лесисто-болотистой местности. 24 июня 1944 года после мощной артиллерийской и авиационной подготовки дивизия пошла на прорыв вражеской обороны. Началось освобождение Белоруссии.
8 июля 1944 года в бою за станцию Лесная красноармеец Кондауров одним из первых ворвался в траншею врага, сразил из автомата 5 солдат, захватил ценные штабные документы. Через несколько дней на подступах к городу Пружаны был тяжело ранен осколками разорвавшегося рядом снаряда. Приказом от 19 августа 1944 года красноармеец Кондауров Василий Михайлович награждён орденом Славы 2-й степени.
В госпитале провел почти полгода. Только зимой 1945 года вернулся на фронт. В свою часть не попал, был зачислен автоматчиком в 1319-й стрелковый полк 185-й стрелковой дивизии. В составе полка прошёл до Победы, форсировал Вислу. Во время наступления Кондауров всегда шёл в головном дозоре. 15-17 января в боях в предместье города Варшава истребил свыше 15 солдат и офицеров противника. Дальше были бои за города Альтдамм, Кольберг, Штеттин, форсирование Одера. 30 апреля 1945 года ворвались в город Бранденбург. В течение всего дня вели уличные бои. К вечеру подошли к реке Эльбе. Дальше идти было некуда: на том берегу — американцы.
Указом Президиума Верховного Совета СССР от 6 апреля 1945 года за образцовое выполнение заданий командования в боях с немецко-вражескими захватчиками красноармеец Кондауров Василий Михайлович награждён орденом Славы 1-й степени, стал полным кавалером ордена Славы.
После победы в 1945 году был направлен на учёбу в танковое училище. С 1947 года лейтенант Кондауров — в запасе.
Вернулся в Ростовскую область. Поступил в медицинский институт. Член ВКП/КПСС с 1949 года. В 1953 году успешно окончил институт, а в 1956 году — клиническую ординатуру. Приехал в город Азов Ростовской области. Более 20 лет, до выхода на пенсию, руководил хирургическим отделением городской больницы города Азова. Заслуженный врач РСФСР, Отличник здравоохранения Дона. Почётный гражданин города Азова.
Скончался 14 апреля 1996 года.
Награждён орденами Отечественной войны 1-й степени, Славы 3-х степеней, Трудового Красного Знамени, медалями.
Его именем назван улица в Азове. На фасаде Азовской городской больницы № 1 открыта мемориальная доска.